# Lípy v Solopyskách
V obci Solopysky roste u vchodu na hřbitov u kostela svatého Bartoloměje skupina památných lip malolistých (Tilia cordata). Lípy jsou chráněny od roku 1989 jako krajinná dominanta. V roce 2006 byla jedna ze čtyř lip pokácena.
- Stromy jsou vysoké asi 20 m
- Odhadované stáří je více než 150 let